# Sainte-Marie-la-Mer
Sainte-Marie-la-Mer é uma comuna francesa na região administrativa da Occitânia, no departamento dos Pirenéus Orientais. Estende-se por uma área de 10.29 km², com 4.797 habitantes, segundo o censo de 2018, com uma densidade de 470 hab/km².